# Toxorhina (Toxorhina) pulvinaria
Toxorhina (Toxorhina) pulvinaria is een tweevleugelige uit de familie steltmuggen (Limoniidae). De soort komt voor in het Australaziatisch gebied.